# Pedicularis trichoglossa
Pedicularis trichoglossa är en snyltrotsväxtart som beskrevs av Joseph Dalton Hooker. Pedicularis trichoglossa ingår i släktet spiror, och familjen snyltrotsväxter. Inga underarter finns listade i Catalogue of Life.